# Metafikcja
Metafikcja – literatura traktująca o naturze literatury.
Często ironiczna, wprowadza pewien rodzaj więzi emocjonalnej pomiędzy autorem a czytelnikiem. Jako pojęcie pojawiła się w modernizmie, potem widoczna w postmodernizmie, aczkolwiek jej początki można było zauważyć już w XIV-wiecznym zbiorze opowiadań Opowieści kanterberyjskie.